# Михајло Ковач (новинар)
Михајло Ковач (9. фебруар 1946.; Суботица) је југословенски и српски новинар, водитељ и амбасадор СРЈ у Аустрији. Пре него што је упловио у новинарске воде, бавио се певањем и музицирањем. Дипломирао је на Правном факултету у Загребу.

## Биографија
Рођен је у Суботици у музичкој породици. Његов отац је био је био професор музике, мајка чланица оперског хора, а брат композитор. 1967. учествује на фестивалу Омладина у родном граду са песмом „Друга љубав” у алтернацији са Миодрагом Поповом, а на истом фестивалу наступа са песмом „Нећу такву љубав” у алтернацији са Секом Којадиновић. На Правном факултету у Загребу је стекао звање дипломираног политиколога, а потом почео да ради као новинар дневног листа Политика 1970. Радио је за лист Дуга од априла 1980. до 1984.
На телевизији се запослио крајем 70-их као уредник емисије Београдска хроника, а затим као водитељ Дневника од средине 80-их па све до почетка 90-их. Круна његове телевизијске каријере је низ извештаја о паду Берлинског зида 1989.